# その灯は消さない
『その灯は消さない』（そのひはけさない）は、東海テレビ制作・フジテレビ系列で、1996年1月4日～3月29日に放送された昼ドラマである。

## 概要
堀口智子（坂口良子）は将来が有望な夫である藤夫（柴俊夫）と3人の子供に囲まれて幸せな家庭生活を送っていた。そんな智子が川合祐治（大橋吾郎）と知り合って恋に落ちることを発端として、家庭が崩壊していく。彼らは家族の絆を再び取り戻すことが出来るのだろうか。

## キャスト
- 堀口智子：坂口良子
- 堀口藤夫：柴俊夫
- 堀口律子：吉野真弓 (少女時代の律子 - 西野麻美)
- 堀口健一：芦田昌太郎
- 堀口可奈：小林瑠美
- 川合祐治：大橋吾郎
- 高瀬芳枝：東恵美子
- 及川：浦田進一
- 竹村夏子：今井和子
- 竹村雅之：佐渡稔
- 竹村陽子：泉晶子
- 高杉弘美：山村美智子（現・山村美智）
- 熊野由紀：新保あさ
- 吾妻司郎：中島義実
- 安藤雅恵：上野由香里
- 栗田晴美：有沢妃呂子
- 工藤栄次：渡祐志
- 荒井：速見領

- 日野：不破万作
- 田中：斉藤暁
- 田島桂子：麻生真宮子
- 石倉信男：渡辺寛二
- 園村専務：児玉謙次
- 立花美香：ひがたともこ
- 花村梅太郎：丸茂太郎
- 田所：宇野正洋
- 岡部：中舘英暢
- 奥村：卜字たかお
- 佐藤医師：牧村泉三郎
- 看護婦：千葉りほ子
- 橋本刑事：青木卓司

## スタッフ
- 演出：牧時範、山内宗信
- プロデューサー：小野俊和、淡野健、吉沢雅浩
- 脚本：大原豊、尾西兼一、友澤晃
- 音楽：岩間南平
- 制作：東海テレビ、テレパック

## 主題歌
- 『愛は一度だけですか』
  - 作詞：阿久悠 / 作曲：都志見隆 / 編曲：重実徹 / 歌：シンシア
  - レーベル：ソニーレコード（現・ソニー・ミュージックレコーズ）